# Bittium catalinense
Bittium catalinense är en snäckart som beskrevs av Bartsch 1907. Bittium catalinense ingår i släktet Bittium och familjen Cerithiidae. Inga underarter finns listade i Catalogue of Life.